# Wachtpost 26A (Haarlem)
Wachtpost 26A was een spoorwachterswoning aan de Koppestokstraat 2-4 in Haarlem.
Het pand werd in 1892 gebouwd door de HIJSM, bij de gelijktijdig aangelegde spoorwegovergang tussen de Leidsestraat en de Piet Heinstraat Het bevatte twee woningen voor baan- en overwegwachters en hun gezinnen. Deze wachters waren verantwoordelijk voor de dagelijkse inspectie van de spoorbaan en het bewaken van de overweg.
In oktober 1904 werd bij de wachtpost de Stopplaats Leidschestraat geopend. Dit was een kleine halte voor de naastgelegen Leidsebuurt. De wachtpost diende toen waarschijnlijk ook als haltegebouw. De stopplaats bestond tot 1 april 1923. De overweg werd toen opgeheven en verplaatst naar de tachtig meter zuidelijker gelegen Westergracht, waar wachtpost 26B werd gebouwd. Woning 26A bleef wel bewoond door de spoorwachters. Vanaf de jaren 1950 raakten de baanwachters overbodig. De wachterswoning 26A bleef bestaan en werd nog lange tijd bewoond. 

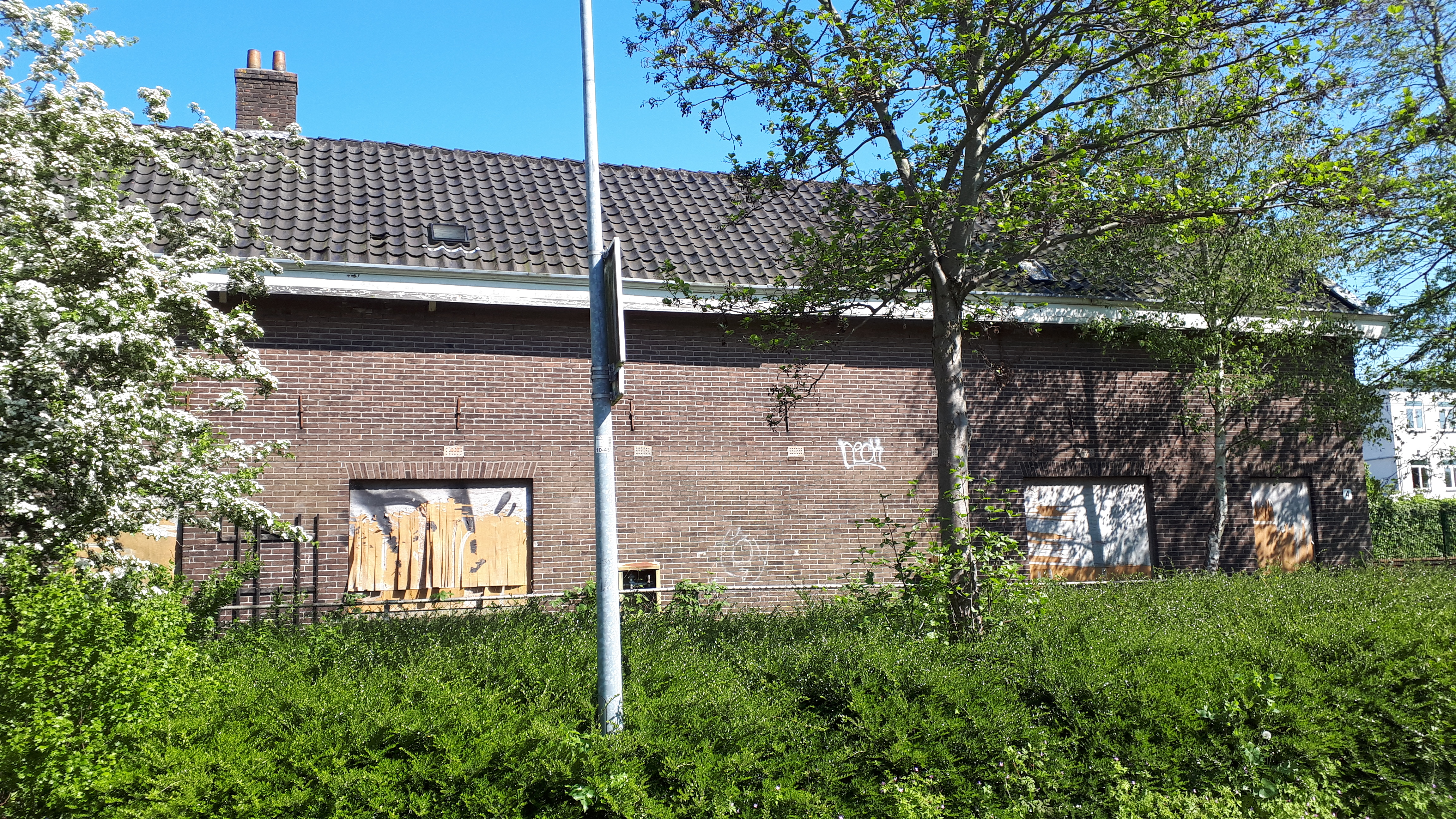
Wachtpost 26A in 2021

Nadat de woningen in de jaren 2010 leeg kwamen te staan is het gebouw wegens gebrekkig onderhoud vervallen. ProRail wilde het pand laten slopen omdat het onderhoud te duur werd vanwege de ligging direct aan de spoorlijn. Omwonenden kwamen in actie en richtten het "Bewonersinitiatief Stopplaats Leidschestraat" op, met als doel sloop te voorkomen en een nieuwe bestemming voor het gebouw te vinden. Men hoopte er een ontmoetingscentrum voor de buurt te kunnen vestigen. Het was destijds een van de laatste spoorhuizen in Haarlem en verkeerde nog grotendeels in de oorspronkelijke staat. De gemeente Haarlem wees het daarom in 2020 aan als gemeentelijk monument. Er werd onderzocht of het gebouw inderdaad een nieuwe functie kon krijgen, maar dat bleek niet mogelijk. Daarop vroeg ProRail opnieuw een sloopvergunning aan en om intrekking van de monumentenstatus, wat in 2023 werd toegekend. Erfgoedvereniging Bond Heemschut tekende bij de rechter bezwaar aan omdat de noodzaak tot sloop door de gemeente en ProRail onvoldoende gemotiveerd zou zijn. In mei 2023 werd het bezwaar afgewezen. Het spoorhuis werd op 12 oktober 2024 gesloopt.